# Deutsche Badmintonmeisterschaft 1959
Die Deutsche Badmintonmeisterschaft 1959 fand vom 1. bis zum 3. Mai 1959 in München statt.

## Medaillengewinner
| Disziplin    | Gold                                                                    | Silber                                                                               | Bronze                                                                         |
| ------------ | ----------------------------------------------------------------------- | ------------------------------------------------------------------------------------ | ------------------------------------------------------------------------------ |
| Herreneinzel | Peter Knack (Biebricher BC)                                             | Dieter Schramm (BC Düsseldorf)                                                       | Günter Ropertz (1. DBC Bonn)                                                   |
| Herreneinzel | Peter Knack (Biebricher BC)                                             | Dieter Schramm (BC Düsseldorf)                                                       | Kurt Hennes (1. DBC Bonn)                                                      |
| Dameneinzel  | Hannelore Schmidt (STC Blau-Weiß Solingen)                              | Irmgard Latz (Krefelder BC)                                                          | Gisela Ellermann (STC Blau-Weiß Solingen)                                      |
| Dameneinzel  | Hannelore Schmidt (STC Blau-Weiß Solingen)                              | Irmgard Latz (Krefelder BC)                                                          | Ursula Verhoeven (Düsseldorf)                                                  |
| Herrendoppel | Dieter Schramm (BC Düsseldorf) Eckart Paatsch (BC Düsseldorf)           | Gero Maier (TuS Prien) Paul Wöhrer (TuS Prien)                                       | Klaus Dültgen (Merscheider TV) Konrad Hapke (Merscheider TV)                   |
| Herrendoppel | Dieter Schramm (BC Düsseldorf) Eckart Paatsch (BC Düsseldorf)           | Gero Maier (TuS Prien) Paul Wöhrer (TuS Prien)                                       | Jürgen Koch (Merscheider TV) Dieter Füllbeck (Merscheider TV)                  |
| Damendoppel  | Anneli Hennen (VfB Lübeck) Bärbel Wichmann (VfB Lübeck)                 | Gisela Ellermann (STC Blau-Weiß Solingen) Hannelore Schmidt (STC Blau-Weiß Solingen) | Irmgard Latz (Krefelder BC) Ursula Simbeck (1. BSC Bottrop)                    |
| Damendoppel  | Anneli Hennen (VfB Lübeck) Bärbel Wichmann (VfB Lübeck)                 | Gisela Ellermann (STC Blau-Weiß Solingen) Hannelore Schmidt (STC Blau-Weiß Solingen) | Inge Ostertag (TSG Augsburg 85) Hertha Schaner (TSG Augsburg 85)               |
| Mixed        | Konrad Hapke (Merscheider TV) Gisela Ellermann (STC Blau-Weiß Solingen) | Dieter Füllbeck (Merscheider TV) Gitti Neuhaus (Merscheider TV)                      | Heinz Koch (STC Blau-Weiß Solingen) Hannelore Schmidt (STC Blau-Weiß Solingen) |
| Mixed        | Konrad Hapke (Merscheider TV) Gisela Ellermann (STC Blau-Weiß Solingen) | Dieter Füllbeck (Merscheider TV) Gitti Neuhaus (Merscheider TV)                      | Manfred Fulle (Biebricher BC) Elfriede Becker (Biebricher BC)                  |